# Manfred Jatzek
Manfred Jatzek (* 7. Dezember 1942) ist ein ehemaliger deutscher Fußballspieler. In den 1960er und 1970er Jahren spielte er für die TSG Wismar, den TSC Berlin und die TSG Ruhla in der DDR-Liga.

## Sportliche Laufbahn
1964 stieg der 21-jährige Stürmer Manfred Jatzek mit der TSG Wismar aus der drittklassigen Bezirksliga in die DDR-Liga auf. Dort war er in der Saison 1964/65 mit 26 Einsätzen und sieben Toren Stammspieler der TSG. Zu Beginn der Spielzeit 1965/66 wechselte er zum Ligakonkurrenten TSC Berlin. In der Hinrunde kam er lediglich in fünf Ligaspielen zum Einsatz, schoss zwei Tore und wurde danach nur noch in Bezirksligamannschaft TSC II aufgeboten.
Zur Rückrunde 1966 kehrte Jatzek wieder zur TSG Wismar zurück und bestritt bis zum Ende der Saison 13 der 14 verbliebenen Spiele und kam dabei zu weiteren zwei Toren. Bis 1972 blieb er wieder Stammspieler der TSG, in sechs Spielzeiten bestritt er von den 172 Ligaspielen 156 Begegnungen. 1967 und 1970 wurde mit elf bzw. sechs Treffern bei der TSG Wismar Torschützenkönig. 1972 wurde die TSG in der DDR-Liga Staffelsieger und beteiligte sich an der Aufstiegsrunde zur DDR-Oberliga. Mit Platz vier unter fünf Bewerbern wurde der Aufstieg jedoch verpasst. Jatzek wurde in allen acht Qualifikationsspielen eingesetzt, und er kam zweimal zum Torerfolg. 1972/73 bestritt er seine letzte Saison für die TSG Wismar, in der er nur noch in zwei Ligaspielen mitwirkte.
Zu Anfang der Saison 1973/74 ließ sich Jatzek in Thüringen nieder und schloss sich dem Bezirksligisten TSG Ruhla an. Mit ihm wurde er zum Ende der Spielzeit Bezirksmeister und stieg in die DDR-Liga auf. 1974/75 bestritt er noch eine Saison in der DDR-Liga, kam in allen 22 Ligaspielen zum Einsatz und erzielte noch einmal ein Tor. Da die TSG Ruhla nicht den Klassenerhalt schaffte, beendete der 32-jährige Jatzek seine Laufbahn als Fußballspieler im höherklassigen Bereich. Dort hatte er innerhalb von zehn Spielzeiten 224 DDR-Liga-Spiele bestritten und 55 Tore erzielt. Anschließend übernahm er das Training der Ruhlaer Mannschaft, die er 1982 noch einmal in die DDR-Liga führte und dort zwei Spielzeiten lang halten konnte. Später wirkte er auch noch als Trainer bei der Bezirksligamannschaft von Motor Gotha.

## Weitere Aktivitäten
1990 gehörte Manfred Jatzek zu den Initiatoren des Aufbaus der Tageszeitung Gothaer Tagespost, deren Geschäftsstellenleiter er anschließend wurde. 